# 아다파
아다파는 자신도 모르게 영생을 거부한 메소포타미아의 신화적 인물이다 . 일반적으로 "아다파와 남풍(Adapa and the South Wind)"으로 알려진 이 이야기는 이집트 텔 엘 아마르나 (기원전 14세기경)의 단편 서판과 아시리아 의 아슈르바니팔 도서관 (기원전 7세기경) 에서 발견된 것에서 알려져 있다. 그에 대한 가장 오래된 전승은 수메르 기록인 Me-Turan/Tell Haddad 서판(기원전 19-16세기경)에서 나온 것이다.
아다파는 메소포타미아 종교에서 중요한 인물이었다. 그의 이름은 엑소시즘 의식에서 힘을 불러일으키는 데 사용되었다. 그는 또한 현명한 통치자의 원형이 되었다. 그런 맥락에서 호의적인 비교를 불러일으키기 위해 그의 이름을 불렀을 것이다.
일부 학자들은 아다파와 우안나(Uanna)로 알려진 아프칼루(Apkallu, 압칼루; 메소포타미아 신화 속 7인의 현자)를 연결짓는다. 이러러 연결에 대한 몇 가지 증거가 있지만 "아다파 adapa"라는 이름은 "현명한"을 의미하는 별칭으로도 사용되었을 수 있다.

## 요약
서사시의 내용은 다음을 바탕으로 요약한 것이다: (Rogers 1912), (Izre'el 2001), (Pritchard 1969), (Antoine 2014)
대홍수 이후, 왕권은 키시에 있었지만, 인류를 이끌 유능하고 지혜로운 지도자가 없어 인류에게 방향이 없었고 이 때문에 신들은 아다파를 이들의 새로운 지도자이자 목자로 세운다. 아다파는 인간, 현자 또는 에리두에 있는 에아 신전의 사제였다. 에아(때때로 그의 아버지로 여겨짐)는 아다파에게 위대한 지혜의 선물을 주었지만 영생은 주지 않았다.
그의 임무를 수행하는 동안, 그는 티그리스 강에서 낚시를 하고 있었다. 강한 바람에 바다가 거칠어졌고, 그의 보트는 뒤집혔다. 화가 난 아다파는 "남풍의 날개를 부러뜨렸다"며 7일 동안 바람이 불지 못하게 했다. 아누는 아다파에게 그의 행동에 대한 설명을 요구했지만, 에아는 아다파에게 하늘의 문을 지키고 있는 탐무즈와 닌기쉬지다(Ningishzida; 식물, 뱀, 정의, 지하세계의 신)의 동정을 얻으라고 명령함으로써 아다파를 도왔다. 옷과 기름을 바칠 때에, 그는 옷을 입히고 자기 자신에게 기름을 발라야 한다.
아다파는 상복을 입고 탐무즈와 닌기쉬지다에게 그들이 땅에서 사라졌기 때문에 상복을 입고 있다고 말한다. 그런 다음 아다파는 "생명의 음식"과 "생명의 물"을 제공받지만 먹거나 마시지는 않는다. 옷과 기름을 바치고, 그는 에아가 시킨 대로 한다. 그는 아누 앞에 끌려간다. 아누는 왜 그가 먹지도 마시지도 않을 것인지 묻는다. 아다파는 에아가 하지 말라고 했다고 대답한다. 아누는 에아의 행동을 비웃고, "그가 인류에게 무슨 병을 일으켰나요?"라고 수사적으로 질문함으로써 아다파에 대한 판단을 전달한다. 그는 사람들이 결과적으로 질병을 겪을 것이며, 이는 닌카락이 완화시킬 수도 있다고 덧붙였다. 그런 다음 아다파는 지구로 보내진다.

## 문헌
- Rogers, Robert William (1912), 《Cuneiform Parallels to the Old Testament》
- Izre'el, Shlomo (2001), 《Adapa and the South Wind: Language Has the Power of Life and Death》
- Sanders, Seth L. (2017), “From Adapa to Enoch: Scribal Culture and Religious Vision in Judea and Babylonia”, 《Texts and Studies in Ancient Judaism》 (Mohr Siebeck) (167)
- Pritchard, James B., 편집. (1969), 《Ancient Near Eastern Texts Relating to the Old Testament》 3판
- Millstein, Sara J. (2016), 《Tracking the Master Scribe: Revision Through Introduction in Biblical and Mesopotamian Literature》, OUP
- Antoine, Cavigneaux (2014), 《Une version Sumérienne de la légende d’Adapa (Textes de Tell Haddad X) : Zeitschrift Für Assyriologie104》